# Tunis Grand Prix

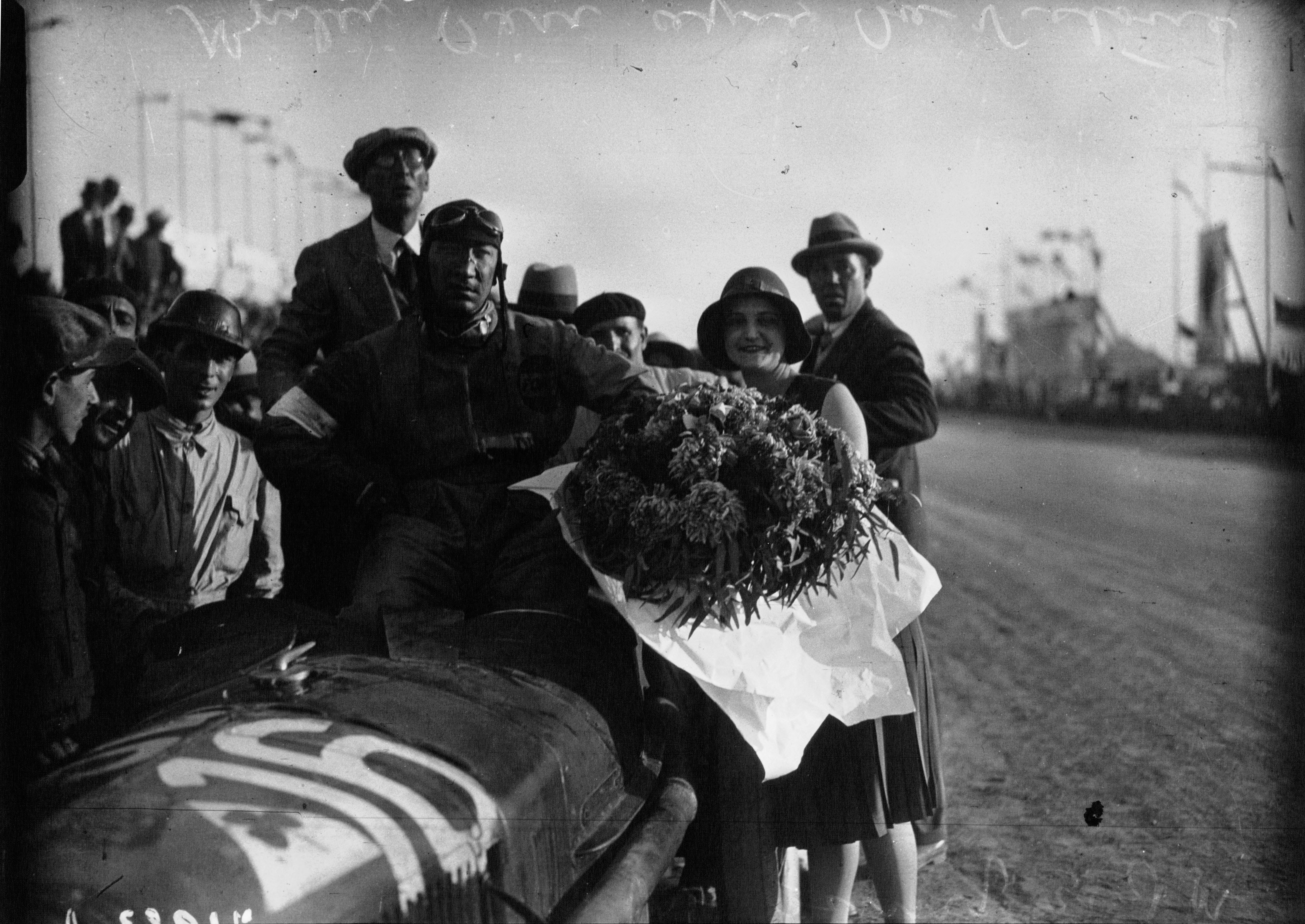
Gastone Brilli-Peri efter segern 1929.

Tunis Grand Prix var en Grand Prix-tävling som kördes i Tunisien mellan 1928 och 1936.

## Vinnare av Tunis Grand Prix
| År   | Förare              | Bil           |               |
| ---- | ------------------- | ------------- | ------------- |
| 1928 | Marcel Lehoux       | Bugatti       |               |
| 1929 | Gastone Brilli-Peri | Alfa Romeo    |               |
| 1930 | Ingen tävling       | Ingen tävling | Ingen tävling |
| 1931 | Achille Varzi       | Bugatti       |               |
| 1932 | Achille Varzi       | Bugatti       |               |
| 1933 | Tazio Nuvolari      | Alfa Romeo    |               |
| 1934 | Ingen tävling       | Ingen tävling | Ingen tävling |
| 1935 | Achille Varzi       | Auto Union    |               |
| 1936 | Rudolf Caracciola   | Mercedes-Benz |               |